# 모트 더 후플
모트 더 후플(영어: Mott the Hoople)은 1966년 잉글랜드 헤리퍼드셔주 헤리퍼드에서 결성된 영국의 록 밴드이다. 원래 독 토머스 그룹이라는 이름이었으며, 1969년 아일랜드 레코드와 계약한 후 밴드 이름을 변경했다. 밴드는 1970년대 초반에 여러 음반을 발매했으나, 어떠한 성공도 거두지 못했다. 해체 직전에 이르렀을 때, 밴드는 데이비드 보위의 권유로 계속 활동하게 되었다. 보위는 그들을 위해 글램 스타일의 대표곡 〈All the Young Dudes〉를 작곡했으며, 이 곡은 1972년 그들의 첫 번째 히트곡이 되었다. 이후 보위는 동명의 음반 《All the Young Dudes》를 프로듀싱했고, 이는 그들의 성공에 기여했다.
멤버 변화에도 불구하고 밴드는 《Mott》 (1973년), 《The Hoople》 (1974년)과 같은 음반으로 추가적인 상업적 성공을 거두었다. 리드 싱어 이언 헌터는 1974년에 밴드를 떠났고, 이후 밴드의 상업적 성과는 감소하기 시작했다. 밴드는 멤버 교체를 계속하며 활동을 이어갔으나, 1980년에 해체되었다. 밴드는 2009년, 2013년, 2018년, 2019년에 재결합 공연을 가졌다.

## 역사

### 초창기
밴드는 아일랜드 레코드의 가이 스티븐스의 주목을 받게 되었으며, 그는 밴드 자체는 마음에 들어 했지만 리드 싱어로서의 티핀스는 탐탁지 않아 했다. 이에 따라 "가수 구함 – 이미지에 민감하고 열정적인 사람"이라는 광고가 게재되었고, 이언 헌터가 리드 싱어 겸 피아노 연주자로 선발되었다. 티핀스는 로드 매니저 역할을 맡게 되었다. 마약 범죄로 수감 중이던 스티븐스는 서커스 괴인 쇼에서 일하는 엉뚱한 인물을 다룬 윌라드 매너스의 소설 《모트 더 후플》을 읽고, 이를 밴드 이름으로 사용하기로 결심했다. 밴드는 1969년 초 스티븐스를 위한 오디션 이후 마지못해 밴드명을 모트 더 후플로 변경하는 데 동의했다. 참고로 매너스의 소설 제목은 다시 만화 연재물 《아워 보딩 하우스》의 등장인물 이름인 "마사 후플"에서 유래한 것으로, 이 만화는 1921년부터 1984년까지 미국 신문에 광범위하게 연재되었다.
밴드의 데뷔 음반 《Mott the Hoople》 (1969년)은 단 일주일 만에 녹음되었으며 컬트적인 성공을 거두었다. 수록곡에는 〈Laugh at Me〉 (소니 보노), 〈At the Crossroads〉 (서 더글러스 퀸텟의 더그 샴), 〈You Really Got Me〉 (킹크스)의 기악 커버곡 등이 포함되어 있었다.
두 번째 음반 《Mad Shadows》 (1970년)는 판매 실적이 저조했으며, 전반적으로 부정적인 평가를 받았다. 《Wildlife》 (1971년)는 이전보다도 더 좋지 않은 성과를 보였으며, 글램 록 시기 이전 밴드가 기록한 음반 중 가장 높은 영국 음반 차트 순위를 얻었음에도 불구하고 그랬다. 이 음반은 노골적인 컨트리-히피적 성향과, 랄프스가 작곡한 몇몇 곡들에서 들을 수 있는 보다 어쿠스틱한 악기 편성을 특징으로 했다.

## 음반 목록
- Mott the Hoople (1969)
- Mad Shadows (1970)
- Wildlife (1971)
- Brain Capers (1971)
- All the Young Dudes (1972)
- Mott (1973)
- The Hoople (1974)